# くじゃく座
くじゃく座（くじゃくざ、Pavo）は、現代の88星座の1つ。16世紀末に考案された比較的新しい星座で、クジャクをモチーフとしている。星座の北端近くにあるα星でも赤緯-56°44′と南寄りに位置しており、日本国内から全容を見ることは難しい。

## 主な天体

### 恒星
2022年4月現在、国際天文学連合 (IAU) によって1個の恒星に固有名が認証されている。
- α星：見かけの明るさ1.918等とくじゃく座で最も明るい恒星で、唯一の2等星[5]。分光連星で、主星のAa星には「ピーコック[6](Peacock[4])」という固有名が付けられている。

そのほか、以下の恒星が知られる。
- β星：見かけの明るさ3.48等の3等星[7]。くじゃく座で2番目に明るい恒星。
- δ星：見かけの明るさ3.96等のG型主系列星で4等星[8]。太陽と特徴が似た「ソーラーアナログ」の1つとされる星で、太陽系からの距離が約20 光年と、連星系でないソーラーアナログとしては太陽系に最も近くに位置する。
- SCR 1845-6357：M8.5の赤色矮星とT6の褐色矮星の連星系[9]。太陽系から約13 光年と近い距離にある。

### 星団・星雲・銀河
- NGC 6752：球状星団。見かけの明るさが5.4等[10]と明るく肉眼で見ることも可能で、球状星団としてはオメガ星団、きょしちょう座47に次いで全天で3番目に明るいとされる。パトリック・ムーア（英語版）がアマチュア天文家の観測対象に相応しい星団・星雲・銀河を選んだコールドウェルカタログで、93番に選ばれている[11]。
- NGC 6744：天の川銀河から約3,100万 光年の距離にある渦巻銀河[12]。天の川銀河も同じような姿をしているとされる[13]。コールドウェルカタログの101番に選ばれている[11]。

- ハッブル宇宙望遠鏡によって撮像された球状星団NGC 6752。
- チリのラ・シヤ天文台にあるMPG/ESO2.2メートル望遠鏡によって撮像された渦巻銀河NGC 6744。

## 由来と歴史

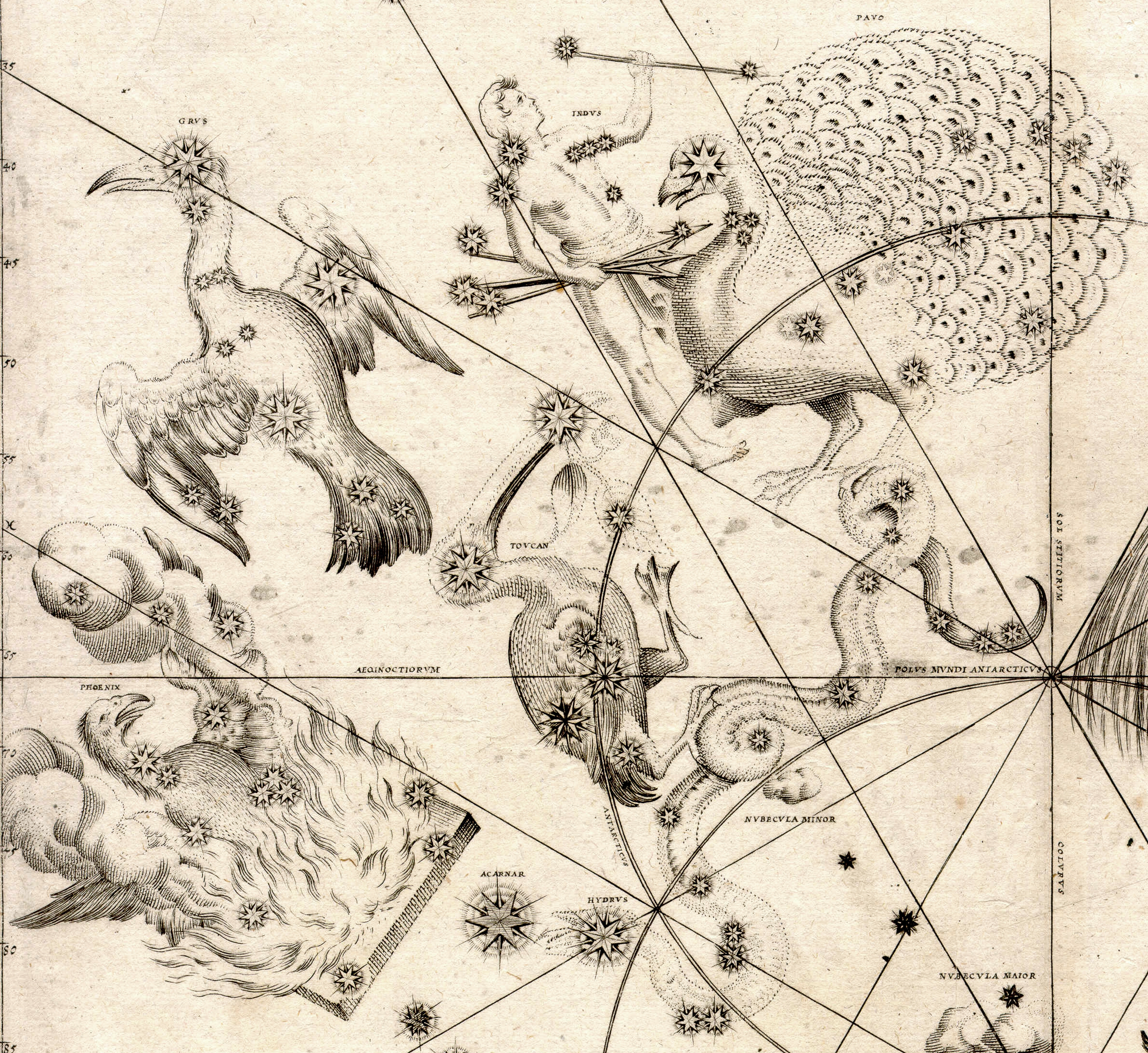
『ウラノメトリア』に描かれたくじゃく座（右上）

くじゃく座は、1603年にヨハン・バイエルが出版した星図『ウラノメトリア』で世に知られるようになったためバイエルが新たに設定した星座と誤解されることがあるが、実際は1598年にフランドル生まれのオランダの天文学者ペトルス・プランシウスが、オランダの航海士ペーテル・ケイセルとフレデリック・デ・ハウトマンが1595年から1597年にかけての東インド航海で残した観測記録を元に、オランダの天文学者ヨドクス・ホンディウスと協力して製作した天球儀にクジャクの姿を描き、オランダ語の星座名 Pau とラテン語の星座名 Pavo をそれぞれ記したことに始まる。そのため近年はケイセルとデ・ハウトマンが考案した星座とされている。
1922年5月にローマで開催されたIAUの設立総会で現行の88星座が定められた際にそのうちの1つとして選定され、星座名は Pavo、略称は Pav と正式に定められた。新しい星座のため星座にまつわる神話や伝承はない。

### 中国
現在のくじゃく座の領域は、三垣や二十八宿には含まれなかった。この領域の星々が初めて記されたのは明代末期の1631年から1635年にかけてイエズス会士アダム・シャールや徐光啓らにより編纂された天文書『崇禎暦書』であった。この頃、明の首都北京の天文台にはバイエルの『ウラノメトリア』が2冊あり、南天の新たな星官は『ウラノメトリア』に描かれた新星座をほとんどそのまま取り入れたものとなっている。これらの星座はそのまま清代の1752年に編纂された天文書『欽定儀象考成』に取り入れられており、くじゃく座の星も「孔雀」という星官とされた。

## 呼称と方言
日本では明治末期には「孔雀」という訳語が充てられていた。これは、1910年（明治43年）2月に刊行された日本天文学会の会誌『天文月報』の第2巻11号に掲載された、星座の訳名が改訂されたことを伝える「星座名」という記事で確認できる。この訳名は、1925年（大正14年）に初版が刊行された『理科年表』にも「孔雀（くじゃく）」として引き継がれ、1944年（昭和19年）に天文学用語が見直された際もこの呼称が継続して採用された。戦後の1952年（昭和27年）7月に日本天文学会が「星座名はひらがなまたはカタカナで表記する」とした際に、Pavo の日本語の学名は「くじゃく」と改められた。この改定以降は「くじゃく」が星座名として継続して用いられている。
現代の中国でも「孔雀座」と呼ばれている。